# Херман, Хуго (композитор)
Хуго Херман (нем. Hugo Herrmann; 19 апреля 1896, Равенсбург — 7 сентября 1967, Штутгарт) — немецкий композитор, органист, хоровой дирижёр и музыкальный педагог.

## Биография
Работал учителем в Райхенбахе и Балингене, служил в армии во время Первой мировой войны, был ранен. Учился музыке в Штутгарте, затем изучал фортепиано, орган, композицию и дирижирование в Берлинской Высшей школе музыки, где среди его педагогов были Франц Шрекер и Вальтер Гмайндль. В 1923—1925 гг. жил и работал в Детройте как органист и руководитель церковного хора. Затем вернулся в Германию, во второй половине 1920-х гг. был близок к Паулю Хиндемиту, регулярно участвовал в Днях новой музыки в Донауэшингене. В 1930 г. в Висбадене состоялась премьера оперы Хермана «Васантасена».
С приходом к власти нацистов Херман включился в государственную музыкальную пропаганду — в частности, осуществив аранжировку Песни Хорста Весселя для аккордеона. В 1939 году он вступил в НСДАП и возглавил Швабское региональное отделение Немецкого певческого союза. В 1935—1963 гг. Херман преподавал в Троссингенской школе гармоники.